# Peugeot RCZ
Peugeot RCZ je sportovní automobil, který od května 2010 vyráběla francouzská automobilka Peugeot. Byl k dispozici v téměř 80 zemích po celém světě.
Oficiálně byl Peugeot RCZ představen na Frankfurt Auto Show v roce 2009 a původně byl ohlášen jako koncept Peugeot 308 RCZ v roce 2007 na Frankfurt Auto Show. Je sestavován ve výrobním závodě Magna Steyr, který je dceřinou společností Magna International. Model RCZ je pro automobilku Peugeot komerčním úspěchem. Dne 21. června 2011 sjel z výrobní linky 30,000 automobil. Po třech letech výroby byla představena modernizovaná verze, která dostala pozměněný tvar přední masky a další technické změny. Výroba tohoto automobilu byla ukončena v roce 2015.